# Jack Günthard
Jack Günthard, nome completo: Jakob Günthard (Hirzel, 8 gennaio 1920 – Bienne, 7 agosto 2016), è stato un ginnasta e allenatore di ginnastica svizzero, campione olimpico nella ginnastica artistica alle Olimpiadi di Helsinki (1952), nella specialità della sbarra.

## Biografia
Jack Günthard è stato cinque volte Campione Nazionale svizzero assoluto nel concorso generale individuale, nel 1951 e dal 1955 al 1958. Alle Olimpiadi di Helsinki del 1952 vince la medaglia d'oro nella sbarra e quella d'argento nel concorso a squadre, classificandosi al 17º posto nel concorso generale individuale. Ai Campionati mondiali di ginnastica artistica di Roma del 1954 vince la medaglia di bronzo nel concorso a squadre.
Non partecipa alle Olimpiadi di Melbourne del 1956 ma, l'anno successivo, ai Campionati europei di ginnastica artistica di Parigi conquista il titolo continentale di specialità alle parallele e alla sbarra.
Nel 1958 si ritira dall'attività agonistica e gli viene affidata la guida della Nazionale italiana, sino al 1964. Günthard forma un gruppo di giovani atleti che costituiranno la più forte squadra di ginnastica maschile italiana del dopoguerra, quella dei Menichelli e dei fratelli Giovanni e Pasquale Carminucci. Dal 1965 al 1980 ha guidato la Nazionale svizzera.
Nel 1997 è stato inserito nella International Gymnastics Hall of Fame.

## Palmarès
Giochi olimpici
| Anno | Manifestazione  | Sede     | Evento             | Risultato |
| ---- | --------------- | -------- | ------------------ | --------- |
| 1952 | Giochi olimpici | Helsinki | Sbarra             | Oro       |
| 1952 | Giochi olimpici | Helsinki | Concorso a squadre | Argento   |

Mondiali
- : Roma 1954 | Squadre

Europei
- : Parigi 1957 | Parallele
- : Parigi 1957 | Sbarra